# Société coopérative Migros Neuchâtel-Fribourg
Die Société coopérative Migros Neuchâtel-Fribourg (deutsch Genossenschaft Migros Neuenburg-Freiburg) ist eine von zehn Genossenschaften der Migros. Sie hat ihren Sitz in der Gemeinde Laténa und ist ein rechtlich eigenständiges Unternehmen innerhalb des Migros-Genossenschafts-Bundes (MGB). Die Migros Neuenburg-Freiburg entstand 1941 aus der Umwandlung einer Zweigniederlassung der Migros AG. Gemessen am Umsatz ist sie heute die achtgrösste aller Migros-Genossenschaften.

## Organisation und Kennzahlen
Das Einzugsgebiet der Société coopérative Migros Neuchâtel-Fribourg umfasst die Kantone Neuenburg und Freiburg (ohne die Region um Estavayer-le-Lac), den westlichen Teil des Berner Juras im Kanton Bern, den Bezirk Franches-Montagnes im Kanton Jura sowie die Region um Avenches im Kanton Waadt. Am Genossenschaftskapital des MGB hält sie einen Anteil von 4,4 %. Im Jahr 2018 zählte die Migros Neuenburg-Freiburg 124'000 Genossenschafter, die durch einen alle vier Jahre neu gewählten Genossenschaftsrat mit 39 Mitgliedern vertreten werden. Acht der Ratsmitglieder sind gleichzeitig Delegierte an die Delegiertenversammlung des MGB. 2019 erwirtschafteten 1'937 Mitarbeiter einen Umsatz von 728,5 Millionen Franken. Der Hauptsitz der Genossenschaft ist das Verteilzentrum Marin in der Gemeinde La Tène.
Um die Effektivität des Supermarktgeschäft zu steigern nahm am 1. Januar 2024 die zentral gesteuerte Migros Supermarkt AG als Tochterunternehmen des MGB den Betrieb auf.

## Geschäftstätigkeit
Zur Société coopérative Migros Neuchâtel-Fribourg gehören:
- 44 Einkaufszentren und Supermärkte
- 15 Fachmärkte (5 Do it+Garden, 4 SportX, 4 Melectronics, 2 Micasa)
- 1 Migros-Partnerladen
- 9 Gastronomiebetriebe (Migros-Restaurant, Coffee & Time, Take-away)
- 1 Wechselstube (Change Migros)

Die Migros-Klubschulen wurden Anfang 2022 von Miduca übernommen. 2024 wurden die Melectronics-Fachmärkte geschlossen.

## Geschichte
Die Zweigniederlassung der Migros AG in Bern eröffnete 1932 und 1933 Filialen in Neuchâtel, La Chaux-de-Fonds und Fribourg sowie ein Verkaufsdepot in Tramelan. Damit war die Migros noch vor Inkrafttreten des Filialverbots erstmals auch in der Romandie vertreten. Am 20. Oktober 1941 erfolgte die Gründung der Société coopérative Migros romande. Allerdings ordnete das Handelsregisteramt die Streichung des Wortes romande an, da die Migros damals im grössten Teil der französischsprachigen Schweiz noch gar nicht vertreten war. Aus diesem Grund benannte sich die Genossenschaft am 30. Dezember 1941 in Société coopérative Migros, siège de Neuchâtel um. Die im selben Jahr gegründete Genossenschaft Migros Bern blieb vorerst für die Verwaltung zuständig, bis zur vollständigen organisatorischen Trennung am 1. Juni 1949.
Zwar wehrten sich auch im Kanton Neuenburg die etablierten Lebensmittelhändler gegen die billigere Konkurrenz, doch im Gegensatz zu anderen Landesgegenden stiess die Migros auf bedeutend weniger Widerstand. Beispielsweise wollte die Gesundheitsbehörde von Le Locle 1946 den Fleischverkauf untersagen, bis das Eidgenössische Veterinäramt eines Besseren belehrte. Verkaufswagen fuhren erstmals 1957 aus – mit der Auflage, dass alle Haltestellen mindestens 50 Meter vom nächsten Lebensmittelladen entfernt sein mussten. Fünf Jahre zuvor nahm die Genossenschaft die erste Verteilzentrale in Betrieb, die bald nicht mehr den Anforderungen genügte. Bereits 1962 bezog sie einen Neubau in Marin-Epagnier (heute in der Gemeinde La Tène), der in der Folge wegen Platzmangels mehrmals erweitert werden musste. 1984 nahm die Genossenschaft ihren heutigen Namen an.
2005 wurde das von der  Genossenschaft Migros Luzern entwickelte Herkunftslabel „Aus der Region. Für die Region.“ übernommen.
Anfang Dezember 2021 entschieden die Delegierten der Migros Neuchâtel-Fribourg, die Genossenschaftsmitglieder darüber abstimmen zu lassen, ob künftig alkoholische Getränke verkauft werden sollen. Die Urabstimmung fand im Juni und Juli 2022 statt. Dabei lehnten die Mitglieder den Alkoholverkauf mit 73,1 % der Stimmen deutlich ab.

## Affäre Piller
Am 1. Juli 2019 reichte der MGB bei der Staatsanwaltschaft des Kantons Freiburg Strafanzeige gegen Damien Piller, dem damaligen Präsidenten der Verwaltung, ein und warf ihm vor, sich persönlich bereichert zu haben. Beim Ausbau von Gebäuden in Belfaux und La Roche, in denen Migros-Supermärkte eingemietet sind, sollen rund 1,7 Millionen Franken an Firmen geflossen sein, die Piller gehören. Am 16. Juli folgte eine weitere Strafanzeige der Geschäftsleitung. Damit sollte erreicht werden, dass Vorwürfe zu ungetreuer Geschäftsführung von unabhängiger Stelle untersucht werden. Ende August kam ein von der Verwaltung in Auftrag gegebener Expertenbericht zum Schluss, es gebe keine Beweise dafür, dass Piller Geld unterschlagen habe. Der Genossenschaftsrat teilte diese Meinung nicht: Mitte September entzog er in einer Konsultativabstimmung Piller und der restlichen Verwaltung das Vertrauen. Da ausser Elena Wildi-Ballabio (hauptberuflich Direktionssekretärin von Aussenminister Ignazio Cassis) kein weiteres Mitglied des Gremiums zurücktrat, beschloss der Rat, am 16. November 2019 eine Urabstimmung über die Abberufung durchzuführen – ein in der Geschichte der Migros bisher einmaliger Vorgang.
Vor der Urabstimmung sprachen sich auch die Geschäftsleitung und die Personalkommission der Genossenschaft, die Präsidenten aller neun übrigen Migros-Genossenschaften, die Gottlieb und Adele Duttweiler-Stiftung und der Migros-Genossenschafts-Bund für die Abberufung aus. Piller klagte gegen die Durchführung der Urabstimmung, doch das Regionalgericht Littoral–Region Val-de-Travers lehnte es am 14. November 2019 ab, eine superprovisorische Verfügung zu seinen Gunsten zu erlassen. Am 20. November wurde bekannt, dass sich 64,5 % der Abstimmenden gegen die Abberufung ausgesprochen hätten. Die Abstimmung war vom externen Beratungsunternehmen PricewaterhouseCoopers durchgeführt worden, um die Unabhängigkeit zu gewährleisten. Zwei Tage zuvor meldete Radio Télévision Suisse, dass ein Postangestellter in einer kleinen Gemeinde ausserhalb des Einzugsgebiets der Genossenschaft 400 Wahlzettel gefunden habe, die allesamt zugunsten Pillers ausgefüllt waren. Angesichts dieser Nachricht reichte der Genossenschafts-Ausschuss bei der Staatsanwaltschaft Neuenburg umgehend strafrechtliche Klage wegen Fälschung von Dokumenten und Korruption ein. Am 11. Juni 2020 meldete die Staatsanwaltschaft, dass von den rund 50'000 eingegangenen Stimmzetteln etwa 28'000 gefälscht gewesen seien. Eine erneute Auszählung durch die Hochschule für Kriminalwissenschaften der Universität Lausanne ergab, dass 17'600 für die Absetzung Pillers gestimmt hätten und nur 4600 dagegen. Das Gerichtsurteil des Regionalgerichts vom 9. März 2021 bestätigt, dass die Urabstimmung wegen Abstimmungsbetrug ungültig ist.
Im November 2020 reichte die Migros erneut eine Strafanzeige gegen Piller ein.